# إزاحة (كتابة)

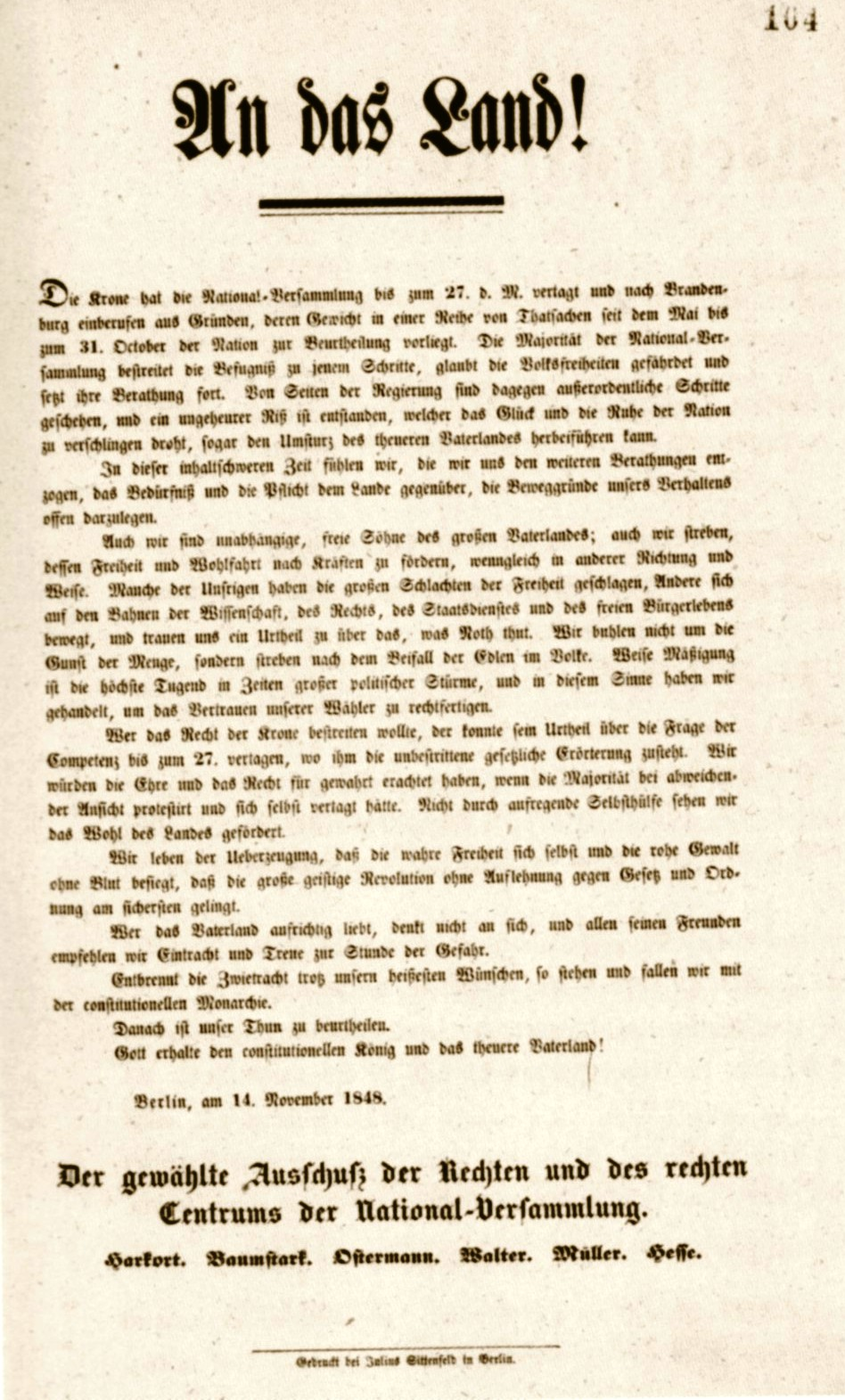

الإزاحة هي إضافة مسافة إلى بداية واحد أو أكثر من السطور المتتابعة لتوضيح جزء من النص.